# Изумрудный квартал
«Изумрудный квартал» (каз. Асыл Тас, англ. Emerald Towers) — комплекс из трёх высотных башен разной этажности (37, 40, 53 этажа) в городе Астана. Строительство было начато в 2006 году. Комплекс введён в эксплуатацию в 2011 году. «Изумрудный квартал» (Башня А) является вторым по высоте зданием в Казахстане после башни "Qazaqstan" комплекса "Абу-Даби Плаза".
Концепция комплекса разработана архитектором Роем Варакалли и фирмой Zeidler Partnership Architects (Канада) совместно с Проектным институтом «Базис». Особенностью зданий является асимметричность: начиная с 32-го этажа увеличивается площадь последующего этажа, последний этаж отклоняется на 15 метров.
Общая площадь комплекса 280 000 м². Стоимость проекта составляет 350 миллионов долларов.

## Башня A
Самая высокая башня комплекса, высота 201 м, 53 этажа. В ней установлено 18 скоростных лифтов.
Строительство башни было начато в 2006 г. С февраля 2008 г. по апрель 2009 г. заморожено строительство из-за финансового кризиса. В сентябре 2010 г. завершены наружные работы, демонтирован кран.

## Башня B
Вторая по высоте башня комплекса, высота 181,97 м, 45 этажей.
Строительство башни было начато в апреле 2010 г.

## Башня C
Третья по высоте башня комплекса. Строительство башни начато не было (по состоянию на апрель 2017 г.)